# Bare en pige
Bare en pige er en dokumentarfilm fra 1959 instrueret af Theodor Christensen efter eget manuskript.

## Handling
Filmen, der oprindeligt er fremstillet som et led i debatten om pigers adgang til uddannelse på lige fod med drengene, kan ses som et eksempel på Theodor Christensens senere arbejder, hvor interessen for den engelske dokumentarisme er trådt i baggrunden for det at skabe indlæg i samfundsdebatten. Filmen har til hensigt at udpege og angribe enhver forskelsbehandling af kønnene i uddannelse og erhverv.